# 휴거 (1990년 영화)
"휴거"는 1990년에 개봉한 대한민국의 영화이다.

## 캐스팅
- 이종만 : 한상우 역
- 정영숙
- 김재이
- 알리사 크리스텐슨
- 신동욱
- 박부양
- 이민숙
- 오성주
- 김경희
- 문정숙 (우정출연)
- 백중용 (우정출연)